# Fjodor Köppen
Fjodor Köppen (på tysk Friedrich Theodor Köppen ; russisk: Фёдор Петрович Кёппен tr. Fjodor Petrovitj Kjoppen ; født 30. december 1833 i Karabakh, død 24. maj 1908 i Sankt Petersborg) var en russisk zoolog med speciale i entomologi, botaniker, geograf, bibliograf og medlem af Videnskabernes Akademi i Sankt Petersborg. Søn af Peter von Köppen og storebror til Wladimir Köppen.
Fjodor Köppen blev uddannet ved Sankt Petersborgs Statsuniversitet.